# 群行行為

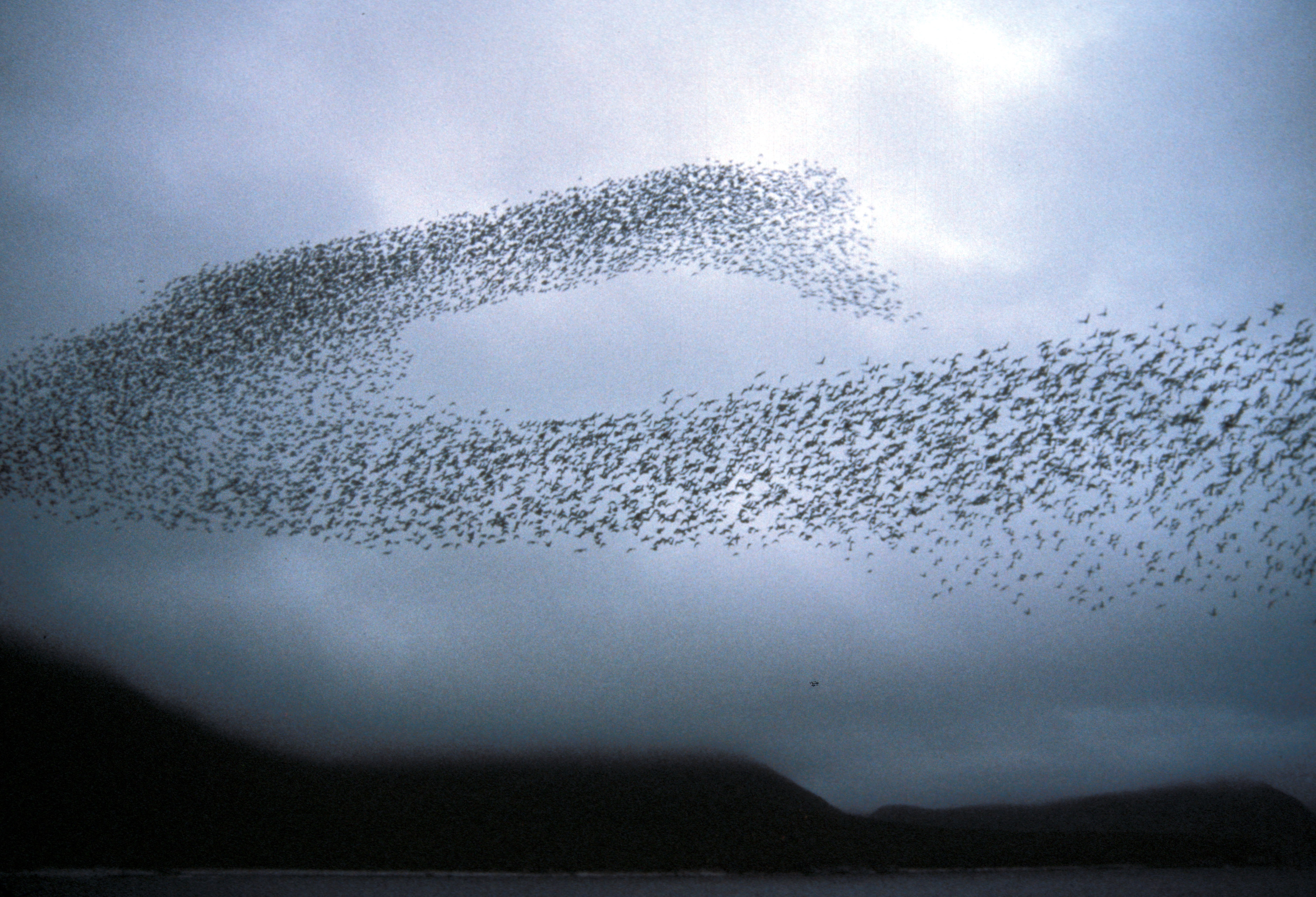
海雀科鳥類的群飛行為。

群行行為（Swarm behavior）、群行（Swarming）是一種集體動物行為，一群實體聚集在一起兜圈或朝特定方向行動。這是一個高度跨學科的主題。 昆蟲、鳥類、魚類、水生動物、人與細菌都會出現群行行為。廣義上來看，機器的集群行動也可用此術語描述。